# Geosmin
Geosmin är ett samlingsnamn för luktrika organiska ämnen som produceras av streptomyces- och nanocystis-bakterier, gram-positiva bakterier bland aktinobakterierna. Geosmin ger jorden den typiska lukt som förknippas med grävning och doften av regn. 
Geosmin har en doft som människans luktsinne är särskilt känsligt för och som uppstår vid biologiskt sönderfall. En enda droppe geosmin i en vanlig simbassäng räcker för att en människa ska känna lukten av den, eller för att uttrycka sig mer noga: Det räcker med 0,7 ppb.
Den jordaktiga doften hos rödbetor orsakas av geosmin, som också är en starkt bidragande faktor till den doft som uppstår när det regnar på uttorkad jord.
Kemiskt sett är geosmin en bicyklisk alkohol med den kemiska summaformeln C12H22O och ett derivat av dekalin. Namnet kommer från grekiskans γεω- "jord" och ὀσμή "lukt".